# Шрапнель
Шрапне́ль — вид взрывчатого артиллерийского снаряда, предназначенный для поражения живой силы противника и представляющий особый вид картечной гранаты. 
Данный вид снаряда назван в честь Генри Шрэпнела (1761—1842) — английского офицера, который в 1803 году создал первый снаряд такого вида. Отличительной особенностью шрапнельного снаряда является механизм подрыва на заданном расстоянии. Существовало два вида шрапнели:
- диафрагменная шрапнель, для поражения открыто расположенных войск;
- шрапнель с центральной камерой, для поражения закрытых спереди войск.

## Предыстория
Ещё в XVI веке при применении артиллерии возникал вопрос об эффективности действий артиллерии против пехоты и кавалерии противника. Применение ядер против живой силы было малоэффективным, потому что ядро может поразить только одного человека (и максимум задеть осколками всех близстоящих, если сразу за жертвой попадания было препятствие), а убойная сила ядра является явно избыточной для выведения его из строя. Хотя пехота, вооруженная пиками, воевала в плотных строях, наиболее эффективных для рукопашного боя, и мушкетёры также строились в несколько рядов для применения приёма «караколь», что при попадании в такой строй ядра приводило к поражению нескольких человек, стоявших друг за другом. Однако развитие ручного огнестрельного оружия, увеличение его скорострельности, меткости и дальности стрельбы позволило отказаться от пик, вооружить всю пехоту ружьями со штыками и ввести линейные построения. Пехота, построенная не в колонну, а в линию, несла существенно меньшие потери от пушечных ядер.
Для поражения живой силы с помощью артиллерии стали применять картечь — металлические шарообразные пули, насыпанные в ствол орудия вместе с пороховым зарядом. Однако применение картечи было неудобным из-за способа заряжания.
Несколько улучшило ситуацию внедрение картечного снаряда. Такой снаряд представлял собой цилиндрическую коробку из картона или тонкого металла, в которую были сложены пули в нужном количестве. Перед выстрелом такой снаряд загружался в ствол орудия. В момент выстрела происходило разрушение корпуса снаряда, после чего пули вылетали из ствола и поражали противника. Такой снаряд был более удобен в применении, но картечь всё равно оставалась малоэффективной: выпущенные таким образом пули быстро теряли убойную силу и уже на расстояниях порядка 400 — 500 метров были не способны поразить противника. В те времена, когда пехота была вооружена гладкоствольными ружьями, стреляющими на дальность до 300 метров, это не представляло существенной проблемы. Но когда пехота получила нарезные ружья, позволявшие расстреливать орудийные расчёты с расстояния свыше километра, стрельба картечью потеряла всякую эффективность.

## Картечная граната Генри Шрэпнела
Новый вид снаряда для поражения живой силы изобрёл Генри Шрэпнел. Картечная граната конструкции Генри Шрэпнела представляла собой прочную полую сферу, внутри которой находились пули и заряд пороха. Отличительной особенностью гранаты являлось наличие в корпусе отверстия, в которое вставлялась запальная трубка, изготовленная из дерева и содержащая некоторое количество пороха. Эта трубка служила одновременно запалом и замедлителем. При выстреле ещё при нахождении снаряда в канале ствола воспламенялся порох в запальной трубке. При полёте снаряда происходило постепенное сгорание пороха в запальной трубке. Когда этот порох выгорал полностью, огонь переходил на основной пороховой заряд, находящийся в самой гранате, что приводило к взрыву снаряда. В результате взрыва корпус гранаты разрушался на осколки, которые вместе с пулями разлетались в стороны и поражали противника. От осколочного снаряда гранату Шрэпнела отличало то, что силы её взрывчатого заряда хватало лишь на разрушение корпуса — убойную силу пулям придавала не взрывчатка, а скорость, полученная гранатой при выстреле.
Важной особенностью конструкции было то, что длину запальной трубки можно было изменять непосредственно перед выстрелом. Таким образом можно было с определённой точностью добиться подрыва снаряда в желаемом месте и в желаемое время.
К моменту изобретения своей гранаты Генри Шрэпнел состоял на военной службе в звании капитана (из-за чего в источниках он часто упоминается как «капитан Шрэпнел») в течение 8 лет. В 1803 году гранаты конструкции Шрэпнела были приняты на вооружение английской армии. Они довольно быстро продемонстрировали свою эффективность против пехоты и кавалерии. За своё изобретение Генри Шрэпнел был достойно вознаграждён: уже 1 ноября 1803 года он получил звание майора, затем 20 июля 1804 года он был произведён в звание подполковника, в 1814 году ему было назначено денежное содержание от британского правительства в размере 1 200 фунтов в год, впоследствии он был произведён в генералы.

## Диафрагменная шрапнель
В 1871 году русский артиллерист В. Н. Шкларевич разработал для только что появившихся нарезных орудий диафрагменную шрапнель с донной камерой и центральной трубкой. Снаряд Шкларевича представлял собой цилиндрический корпус, разделенный картонной перегородкой (диафрагмой) на два отсека. В донном отсеке находился заряд взрывчатого вещества. В головном отсеке находились шарообразные пули. По оси снаряда проходила трубка, заполненная медленно горящим пиротехническим составом. На передний конец ствола надевалась головка с капсюлем. В момент выстрела происходит взрыв капсюля и воспламенение состава в осевой трубке. Во время полёта снаряда огонь по центральной трубке постепенно передается к донному (вышибному) пороховому заряду. Воспламенение этого заряда приводит к его взрыву. Этот взрыв толкает вперед по ходу снаряда диафрагму и находящиеся перед ней пули, что приводит к отрыву головки и вылету пуль из снаряда.
Такое устройство снаряда позволило применять его в нарезной артиллерии конца XIX века. Кроме того, у него было важное достоинство: при подрыве снаряда пули разлетались не равномерно во все стороны (как у сферической гранаты Шрэпнела), а направленно вдоль оси полета снаряда с отклонением от неё в сторону. Это повысило боевую эффективность снаряда.
Вместе с тем, такая конструкция содержала в себе существенный недостаток: время горения заряда замедлителя было постоянным. То есть снаряд был рассчитан на стрельбу на заранее определённую дистанцию и был малоэффективен при стрельбе на другие дистанции. Этот недостаток был устранен в 1873 году, когда была разработана трубка дистанционного подрыва снаряда с поворотным кольцом. Отличие конструкции состояло в том, что путь огня от капсюля до взрывного заряда состоял из трёх частей, одним из которых была (как и в старой конструкции) центральная трубка, а два других представляли собой каналы с аналогичным пиротехническим составом, находящиеся в поворотных кольцах. За счёт поворота этих колец можно было отрегулировать общее количество пиротехнического состава, которое сгорит во время полета снаряда, и таким образом обеспечить подрыв снаряда на заданной дистанции стрельбы.
В разговорной речи артиллеристов использовались термины: снаряд установлен (поставлен) «на картечь», если дистанционная трубка установлена на минимальное время горения, и «на шрапнель», если подрыв снаряда должен произойти на значительном удалении от орудия.
Как правило, деления на кольцах дистанционной трубки совпадали с делениями на прицеле орудия. Поэтому командиру орудийного расчета для того, чтобы заставить снаряд разорваться в нужном месте, достаточно было скомандовать одинаковую установку трубки и прицела. Например: прицел 100; трубка 100.
Помимо упомянутых положений дистанционной трубки существовало ещё положение поворотных колец «на удар». В этом положении путь огня от капсюля до взрывного заряда прерывался вовсе. Подрыв основного взрывного заряда снаряда происходил в момент попадания снаряда в препятствие.

## История боевого применения шрапнельных снарядов
Шрапнельные артиллерийские снаряды активно использовались с момента изобретения и до Первой мировой войны. Причём для полевой и горной артиллерии калибра 76 мм они составляли подавляющее большинство снарядов. Также шрапнельные снаряды использовались и в артиллерии более крупного калибра. К 1914 году были выявлены существенные недостатки шрапнельных снарядов, но снаряды продолжали использоваться.
Наиболее значительным по эффективности случаем применения шрапнельных снарядов считается бой, который произошёл 7 августа 1914 года между армиями Франции и Германии. Командир 6-й батареи 42 полка французской армии капитан Ломбаль во время боя обнаружил на удалении 5000 метров от своих позиций немецкие войска, выходящие из леса. Капитан приказал открыть огонь из 75-мм орудий шрапнельными снарядами по этому скоплению войск. 4 орудия сделали по 4 выстрела каждое. В результате этого обстрела 21-й прусский драгунский полк, который перестраивался в этот момент из походной колонны в боевой порядок, потерял убитыми около 700 человек и примерно столько же лошадей и перестал существовать как боевая единица.
Однако уже в следующем периоде войны, характеризуемом переходом к массовому применению артиллерии и позиционным боевым действиям и ухудшением квалификации офицерского артиллерийского состава выявились крупные недостатки шрапнели:
- малое убойное действие низкоскоростных сферических пуль шрапнели;
- полное бессилие шрапнели при настильных траекториях против живой силы, находящейся в окопах и ходах сообщения, и при любых траекториях — против живой силы в блиндажах и капонирах;
- малая эффективность стрельбы шрапнелью (большое количество высотных разрывов и так называемых «клевков») слабообученным офицерским персоналом, в большом количестве пришедшим из резерва;
- дороговизна и сложность шрапнели в массовом производстве.

Поэтому в ходе Первой мировой войны шрапнель стала быстро вытесняться гранатой с взрывателем мгновенного (осколочного) действия, не имеющей этих недостатков и обладающей к тому же сильным психологическим воздействием.
Разновидностью шрапнели был так называемый «сегментный снаряд», в котором вместо круглых пуль использовались чугунные сегменты массой по несколько килограммов. Эти снаряды применялись на флоте для стрельбы по миноносцам.

## Шрапнельные противопехотные мины
Противопехотные мины, внутреннее устройство которых сходно со шрапнельным снарядом, разрабатывались в Германии. Во времена первой мировой войны была разработана Schrapnell-Mine, управляемая по электрическому проводу. 
Позднее на её основе была разработана и в 1936 году принята на вооружение мина Sprengmine 35. Мина могла применяться со взрывателями нажимного или натяжного действия, а также с электродетонаторами. При срабатывании взрывателя сначала воспламенялся пороховой замедлитель, который выгорал примерно за 4-4,5 секунды. После этого огонь переходил на вышибной заряд, взрыв которого подбрасывал боевой блок мины на высоту порядка 1 метра. Внутри боевого блока также были трубки-замедлители с порохом, по которым огонь передавался на основной заряд. После выгорания пороха в замедлителях (хотя бы в 1 трубке) происходил взрыв основного заряда. Этот взрыв приводил к разрушению корпуса боевого блока и разбросу осколков корпуса и находившихся внутри блока стальных шариков (365 штук). Разлетающиеся осколки и шарики были способны поразить живую силу на расстоянии до 15-20 метров от места установки мины. Из-за особенности применения эта мина получила в Советской армии прозвище «мина-лягушка», а в армиях Великобритании и США — «прыгающая Бетти».
Впоследствии мины такого типа были разработаны и приняты на вооружение и в других странах (советские ОЗМ-3, ОЗМ-4, ОЗМ-72, американская M16 APM, итальянская «Valmara 69» и т. п.)

## Развитие идеи
Хотя шрапнельные снаряды как противопехотное оружие уже практически не применяются, идеи, на которых основывалась конструкция снаряда, продолжают использоваться:
- Используются боеприпасы со сходным принципом устройства, в которых вместо шарообразных пуль применяются стержневые, стреловидные или пулевидные поражающие элементы. В частности, США во время войны во Вьетнаме использовали гаубичные снаряды 105-мм  APERS-T 1  с поражающими элементами в виде небольших стальных оперенных стрел. Также подобные  снаряды были разработаны в СССР, например, 100-мм выстрел 3УШ1 со снарядом 3Ш5 «Килька-1» с готовыми поражающими элементами.  Эти снаряды показали свою высокую эффективность при обороне орудийных позиций и против открыто расположенной живой силы. Также, существуют боеприпасы для зенитной артиллерии в виде контейнеров с готовыми поражающими элементами, некоторые виды которых могут раскрываться до контакта с целью при срабатывании взрывателя, образуя облако ГПЭ. Впоследствии в СССР были разработаны аналогичные ствольные боеприпасы — 3Ш1…4, широко применявшиеся, к примеру, в Афганистане[источник не указан 2614 дней].
- На принципах шрапнельного снаряда построены боевые части некоторых зенитных ракет. Например, боевая часть ракет ЗРК С-75 снаряжена готовыми поражающими элементами в виде стальных шариков или, в некоторых модификациях, пирамидок. Вес одного такого элемента менее 4 г, общее число в БЧ — около 29 тыс.
- Множество осколочно-шрапнельных снарядов оригинальной конструкции, в которых для метания ГПЭ применяется бризантные взрывчатые вещества, разработаны и запатентованы Владимиром Алексеевичем  Одинцовым, преподавателем МГТУ им. Н.Э. Баумана